# 公认安全
GRAS（Generally recognized as safe）中文可稱為公認安全，是美国食品药品监督管理局（FDA）針對化學物質或是食品添加物的分類，GRAS是指專家認為這種化學物質或是食品添加物是安全的，因此可以不受《联邦食品、药品和化妆品法案》（FFDCA）中食品添加物殘留容許量的限制。食品添加物「公認安全」的概念最早是在《1958年食品添加物修正案》，之後所有的添加物都需依新的標準進行評估。

## 歷史
美国食品药品监督管理局在1958年1月1日提出了《1958年食品添加物修正案》，其中有一個包括700項食品添加物的豁免清單，食品製造商在將這些食品添加物投放至市场之前，不需要依新的要求進行測試。1960年8月31日，美国食品药品监督管理局的助理總顧問威廉·古德里奇在联邦食品、药品和化妆品法案的會議（16 Bus. Law. 107 -1960-1961）時發表了演。會議的目的就是為了即將到來的1961年3月6日，也就是《1958年食品添加物修正案》的生效日，演說中就有提到GRAS。

## GRAS判定及列表
食品添加物是否為GRAS，可以由製造商自行確認，或是由具資格的非政府專家告知美国食品药品监督管理局他們的判斷：
1. 自行確認：化學物質或是食品添加物的製造商需要進行所有必要的研究，包括組建專家小組來審視相關的安全問題，而且準備利用這些研究的結果來維護產品GRAS的狀態。
2. FDA對GRAS聲明的回覆[4]：製造商完成了上述所有的盡職調查，提交GRAS聲明給FDA，表示其使用的物質是GRAS。FDA在評估後會有三種可能的回覆：1. FDA對於通報者GRAS評定的基準沒有異議[4]2. 通報者針對GRAS的評定，提供的資訊不足 3. 因為通報者的聲請，FDA已停止對於GRAS聲明的評估。

到2015年6月為止（自1998年起），已有572種物質或是食品添加物提交GRAS通知給FDA。會再審核贊助商或是製造商提交申請中的安全證據。FDA之後公佈審核結果，可能是沒有異議，或是申請者已經撤消申請。
對於1958年以前就已經使用在食品中的物質，有祖父條款允許認定食品業普遍的經驗判斷，在符合其預期用途的情形下是安全的。
FDA也可以明確的撤回某一物質在GRAS中的分類，例如2015年就不將反式脂肪列為GRAS。

## 法則彙編
2010年4月1日修訂的聯邦規則彙編包括了(CFR) title 21 170.30(b)其中有藉由科學程序通過一般安全認可的方式，需要比照食品添加物申請，有相同數量及水準的科學證據，一般是以已出版的研究為主，也可能由未出版的研究或是其他資料來證實。

## 預期用途
GRAS的物質需在其預期用途的條件下，普遍認可是安全的。支持豁免條件者有責任證實此物質「普遍認可」是安全的。若要確認這個認可的條件，支持者需證明在有關此物質安全性的專業人士中已有此物質安全的的共識。若在相關專家中對其安全性有嚴重的紛歧，就算是沒有普遍的共識。

## 執法行動
若一物質的使用不符合GRAS的豁免條件，在联邦食品、药品和化妆品法案指定的上市前審核中需加入此一物質的審核。此一情形下，若食品中加了不合法的食品添加物，FDA可以採取執法行動，停售有此物質或是食品添加物的食品。
例如，FDA在2019年向15家公司發出警告信，告之大麻二酚屬不符合GRAS的物質，並要求停售。

## 外部連結
- SCOGS (Select Committee on GRAS Substances) （页面存档备份，存于）